# Ihorombe (regio)
Ihorombe is een regio in Madagaskar. De regio heeft een oppervlakte van 26.391 km² en de regio heeft 295.920 inwoners. De regio grenst in het noorden aan Haute Matsiatra, in het oosten aan  Atsimo-Atsinanana, in het zuiden aan Anosy en in het westen in Atsimo-Andrefana. De hoofdstad is Ihosy.

## Districten
De regio bestaat uit drie districten:
- Iakora
- Ihosy
- Ivohib